# Хандо (Дагестан)
Хандо́ — хутор (село) в Ботлихском районе Дагестана. Входит в состав сельского поселения Сельсовет «Чанковский».

## География
Расположено в 7 км к северу от села Ботлих, на реке Чанковская.

## Население
| 1926 | 1939 | 1970 | 1989 | 2002 | 2010 | 2021 |
| ---- | ---- | ---- | ---- | ---- | ---- | ---- |
| 18   | ↗41  | ↘21  | ↗52  | ↘24  | ↗33  | ↘20  |